# Aeroportul Santa Cruz do Sul
Aeroportul Santa Cruz do Sul (IATA: CSU, ICAO: SSSC) este un aeroport din Rio Grande do Sul, Brazilia ce deservește zona Santa Cruz do Sul. Aeroportul a fost tranzitat în 2023 de 320 de pasageri.
Situat la o altitudine de 199 m, aeroportul dispune de 1 pistă.

## Infrastructură

### Piste
Aeroportul dispune de o singură pistă. Pista 8/26 are suprafața de asfalt și dimensiunile 1.180 m × 18 m. 